# Jacques de Candé
Pour les articles homonymes, voir de Candé.
Jacques de Candé est un acteur français, membre de la compagnie Les Arts en désordre, anciennement A.N.R.V.

## Filmographie
- 2013 : Profilage : Alexis Ramos
- 2008 : Naissance d'un héros : Thomas
- 2005 : Bertrand.çacom
- 2001 : Se souvenir des belles choses : le déporté
- 1999 : Madame le Proviseur : Julien (épisode « La Saison des bouffons »)
- 1998 : La voie est libre : le petit frère de Brigitte
- 1998 : Maximum vital (TV) : la Mouette
- 1997 : La Divine Poursuite : le fils de Walter Rousseau
- 1996 : Folle de moi (TV) : Stéphane Ravel
- 1994 : Priez pour nous : Frédéric
- 1992 : Fantômette : Poison

## Théâtre
- The Island d'Athol Fugard
- 2011 : Youri de Fabrice Melquiot, mise en scène Didier Long,   Théâtre Hébertot